# Bonus Fat
Bonus Fat is het eerste verzamelalbum van de Amerikaanse punkband Descendents. Het album werd uitgegeven in 1985 via het platenlabel New Alliance Records en bevat de nummers van de eerste ep van de band, getiteld Fat (1981), de eerste single, getiteld "Ride the Wild/It's a Hectic World" (1979), en het nummer "Global Probing", dat is verschenen op het compilatiealbum Chunks (1981) van New Alliance Records.

## Nummers
Tracks 1-5 zijn genomen van Fat, track 6 van Chunks en tracks 7-8 van "Ride the Wild/It's a Hectic World".
1. "My Dad Sucks" - 0:35
2. "Mr. Bass" - 2:05
3. "I Like Food" - 0:16
4. "Hey Hey" - 1:31
5. "Weinerschnitzel" - 0:10
6. "Global Probing" - 1:05
7. "Ride the Wild" - 2:30
8. "It's a Hectic World" - 1:52

## Band
- Milo Aukerman - zang
- Frank Navetta - gitaar, zang (track 7)
- Tony Lombardo - basgitaar, zang (track 8)
- Bill Stevenson - drums